# Kanstanzin Siuzou
Kanstanzin Siuzou (auch Kanstantsin Siutsou, belarussisch Канстанцін Сіўцоў, /siwˈtsɔw/; russisch Константин Сивцов Konstantin Siwzow, * 9. August 1982 in Homel) ist ein ehemaliger belarussischer Radrennfahrer.

## Werdegang
Siuzou wurde bei den Weltmeisterschaften 2004 in Verona Titelträger im U23-Straßenrennen. Hierauf erhielt er im Folgejahr bei Fassa Bortolo seinen ersten Vertrag bei einem internationalen Radsportteam, für das er in seinem ersten Jahr bei einer Etappe der Settimana Internazionale sein erstes internationales Eliterennen gewann.
Siuzou gewann für das Team Columbia 2008 die Tour of Georgia und beim Giro d’Italia 2009 als Solist die achte Etappe. Beim Giro d’Italia 2009 wurde er darüber hinaus Gesamtzwölfter und 2011 Neunter. Anschließend wechselte er zum Team Sky und stand in den Tour-de-France-Aufgeboten dieser Mannschaft 2012 und 2013 um die späteren Sieger Bradley Wiggins und Chris Froome. 2016 wechselte er zu Dimension Data und knüpfte als Zehnter des Giro d’Italia 2016 wieder an seine individuellen Erfolge als Rundfahrer an.
Zwischen 2011 und 2016 wurde Siuzou dreimal belarussischer Meister im Einzelzeitfahren; 2016 außerdem nationaler Straßenmeister.
2018 stürzte Siuzou bei der Streckenbesichtigung zum Auftaktzeitfahren des Giro d’Italia in Jerusalem und brach sich einen Nackenwirbel. Im Juli des gleichen Jahres wurde er bei einer Dopingkontrolle positiv auf EPO getestet und von seinem Team Bahrain-Merida suspendiert. Nach Ablauf der Saison 2018 beendete er seine Radsportlaufbahn. Im Juni 2020 wurde er vom Weltradsportverband UCI ab 2018 für vier Jahre bis zum 4. September 2022 gesperrt.

## Erfolge
2004
- Weltmeister – Straßenrennen (U23)

2005
- eine Etappe Settimana Internazionale

2006
- eine Etappe Friedensfahrt

2008
- Gesamtwertung und eine Etappe Tour de Georgia

2009
- Mannschaftszeitfahren Tour de Romandie
- eine Etappe und Mannschaftszeitfahren Giro d’Italia

2010
- Mannschaftszeitfahren Vuelta a España

2011
- Mannschaftszeitfahren Giro d’Italia
- Belarussischer Meister – Einzelzeitfahren

2013
- eine Etappe und Mannschaftszeitfahren Giro del Trentino
- Mannschaftszeitfahren Giro d’Italia
- Belarussischer Meister – Einzelzeitfahren
- Weltmeisterschaft – Mannschaftszeitfahren

2014
- Belarussischer Meister – Einzelzeitfahren

2016
- Belarussischer Meister – Einzelzeitfahren
- Belarussischer Meister – Straßenrennen

2018
- Gesamtwertung und eine Etappe Kroatien-Rundfahrt

## Grand-Tour-Platzierungen
| Grand Tour            | 2007 | 2008 | 2009 | 2010 | 2011 | 2012 | 2013 | 2014 | 2015 | 2016 | 2017 | 2018 |
| --------------------- | ---- | ---- | ---- | ---- | ---- | ---- | ---- | ---- | ---- | ---- | ---- | ---- |
| Giro d’ItaliaGiro     | –    | DNF  | 12   | –    | 9    | –    | 36   | DNF  | 26   | 10   | 35   | DNS  |
| Tour de FranceTour    | 31   | 16   | –    | 37   | –    | DNF  | 90   | –    | –    | –    | –    | –    |
| Vuelta a EspañaVuelta | –    | –    | –    | 37   | DNF  | –    | –    | 43   | –    | –    | –    | –    |